# Hiša (film, 1975)
Hiša (srbohrvaško Kuća) je jugoslovanski dramski film iz leta, režijski prvenec Bogdana Žižića, ki je napisal tudi scenarij skupaj z Željkom Senečićem. V glavnih vlogah nastopajo Fabijan Šovagović, Jagoda Kaloper, Rade Marković in Ana Karić. Zgodba prikazuje 50-letnega direktorja izvozno-uvoznega podjetja Branka (Šovagović), ki se zaljubi in poroči z mlajšo Seko (Kaloper). Pomaga ji povrniti hišo njenih staršev, ki jo je po drugi svetovni vojni zasegla oblast, toda za financiranje njene obnove se zaplete v kriminalne posle.
Film je bil premierno prikazan 10. julija 1975 v jugoslovanskih kinematografih in je naletel na dobre ocene kritikov. Na Puljskem filmskem festivalu je osvojil glavno nagrado velika zlata arena za najboljši jugoslovanski film, ob tem pa še nagrado za najboljšo igralko (Kaloper). Vseeno je bil hitro pozabljen kot ne posebej politično drzen film svojega časa. Leta 2007 ga je hrvaški filmski kritik Nenad Polimac uvrstil na seznam izgubljenih klasik hrvaške kinematografije in ga opisal kot »socialistični film noir«.

## Vloge
- Fabijan Šovagović kot Branko
- Jagoda Kaloper kot Seka
- Rade Marković kot Saša
- Ana Karić kot Tereza
- Franjo Majetić kot Franc
- Marija Kon kot Sekina mati
- Krešimir Zidarić kot Žarko
- Smiljka Bencet kot Mara
- Edo Peročević kot Vlado
- Vjera Žagar-Nardeli kot tajnica
- Otokar Levaj kot Maks
- Zvonimir Jurić kot Bracek
- Mladen Crnobrnja
- Relja Bašić kot arhitekt
- Tatjana Verdonik